# Anqiu
Anqiu (安丘市S, ĀnqiūP) è una città-contea della Cina, situata nella provincia dello Shandong e amministrata dalla prefettura di Weifang.